# Bardolino Verona Calcio Femminile 2010-2011
Questa voce raccoglie le informazioni riguardanti l'Associazione Sportiva Dilettantistica Bardolino Verona Calcio Femminile nelle competizioni ufficiali della stagione 2010-2011.

## Stagione
Nella stagione 2010-2011 il Bardolino Verona è iscritto al campionato di Serie A, massima serie del campionato italiano femminile di calcio, che conclude al quinto posto con 35 punti conquistati in 26 giornate, frutto di 11 vittorie, 3 pareggi e 12 sconfitte, con 54 reti realizzate delle quali 16, su 26 incontri disputati, da Cristiana Girelli.
Nella Coppa Italia è sceso in campo dagli ottavi di finale: dopo aver sconfitto 1-0 il Südtirol Vintl nello scontro diretto, ai quarti si trova ad affrontare il Graphistudio Tavagnacco. La doppia sfida vede il Bardolino Verona giocare la prima partita in casa, dove la formazione, caratterizzata dal rientro di Melania Gabbiadini ancora non completamente ristabilita dopo un infortunio e l'impiego di Veronica Belfanti a rafforzare il reparto difensivo al posto della centrocampista Daiana Mascanzoni, non si rivela in grado di arginare le incursioni offensive delle friulane che al termine dell'incontro le superano per 3-0.
Consapevole di aver oramai compromesso il passaggio del turno, per la partita di ritorno la dirigenza decide di lasciare il mister Renato Longega a Verona affidando l'impegno alla formazione Primavera, tranne Stéphanie Öhrström tra i pali e la italosvedese Sandra Fält al centrocampo, e al suo tecnico Scappini. La superiorità tecnica delle padrone di casa è evidenziata da un primo tempo che si chiude già sul 6-0 e che, terminando con il netto risultato di 8-0, elimina le veronesi dal torneo.

## Divise e sponsor
La divisa casalinga ripropone nuovamente i colori sociali storici della società, il giallo e il blu, con la prima divisa costituita da maglia gialla con inserti blu scuro, pantaloncini blu, saltuariamente azzurri, e calzettoni gialli o blu scuro in vari abbinamenti, mentre per la seconda la grafica rimaneva la stessa ma con tenuta interamente blu scuro. Sulla maglia era presente sul petto e centralmente lo Scudetto simbolo dei campionati vinti in passato. Il fornitore delle maglie è Mass.
|  | 1ª divisa |  | 2ª divisa |  |

## Organigramma societario
Tratto dal sito Football.it
Area tecnica
- Allenatore: Renato Longega
- Allenatore in seconda: Roberto Marchesini
- Preparatore portieri: Claudio Bressan

Area sanitaria
- Medico sociale: Michele Merlini
- Masso-fisioterapista: Domenico Perricone

## Rosa
Rosa e ruoli tratti dal sito Football.it, numeri di gara da partite ufficiali UEFA.
| N. |                   | Ruolo | Calciatrice                   |
| -- | ----------------- | ----- | ----------------------------- |
| 1  | Italia (bandiera) | P     | Ketty Gava                    |
| 2  | Italia (bandiera) | D     | Veronica Belfanti             |
| 3  | Italia (bandiera) | D     | Michela Ledri                 |
| 4  | Italia (bandiera) | C     | Silvia Toselli                |
| 5  | Italia (bandiera) | D     | Roberta Filippozzi            |
| 6  | Italia (bandiera) | C     | Alessia Tuttino               |
| 7  | Italia (bandiera) | C     | Beatrice De Stefano           |
| 8  | Italia (bandiera) | A     | Melania Gabbiadini (capitano) |
| 9  | Italia (bandiera) | C     | Diletta Crespi                |
| 10 | Italia (bandiera) | A     | Cristiana Girelli             |
| 12 | Italia (bandiera) | P     | Sherin Mohamed                |
| 13 | Italia (bandiera) | C     | Sabina Gandini                |
| 14 | Italia (bandiera) | C     | Chiara Ferro                  |
| 15 | Italia (bandiera) | C     | Marica Usvardi                |

| N. |                    | Ruolo | Calciatrice               |
| -- | ------------------ | ----- | ------------------------- |
| 16 | Italia (bandiera)  | D     | Cristina Cassanelli       |
| 18 | Italia (bandiera)  | D     | Veronica Cantoro          |
| 19 | Italia (bandiera)  | D     | Federica Di Criscio       |
|    | Italia (bandiera)  | P     | Marina Aliquò             |
|    | Svezia (bandiera)  | P     | Stéphanie Öhrström        |
|    | Italia (bandiera)  | D     | Elisabetta Marconi        |
|    | Italia (bandiera)  | D     | Roberta Stefanelli        |
|    | Svezia (bandiera)  | C     | Sandra Fält               |
|    | Italia (bandiera)  | C     | Desirè Marconi            |
|    | Italia (bandiera)  | C     | Daiana Mascanzoni         |
|    | Italia (bandiera)  | C     | Sara Visconti             |
|    | Italia (bandiera)  | A     | Martina Battocchio        |
|    | Brasile (bandiera) | A     | Dayane de Fátima da Rocha |
|    | Italia (bandiera)  | A     | Martina Gelmetti          |

## Calciomercato

### Sessione estiva
| Acquisti | Acquisti            | Acquisti         | Acquisti |
| R.       | Nome                | da               | Modalità |
| -------- | ------------------- | ---------------- | -------- |
| P        | Sherin Mohamed      | Upea Orlandia 97 |          |
| P        | Stéphanie Öhrström  | Jitex BK         |          |
| D        | Veronica Cantoro    | Lazio CF         |          |
| D        | Cristina Cassanelli | Venezia 1984     |          |
| D        | Federica Di Criscio | Cervia           |          |
| C        | Diletta Crespi      | Firenze          |          |
| C        | Sandra Fält         | Morön BK         |          |
| C        | Sara Visconti       | Juventus Torino  |          |

| Cessioni | Cessioni                  | Cessioni            | Cessioni                                        |
| R.       | Nome                      | a                   | Modalità                                        |
| -------- | ------------------------- | ------------------- | ----------------------------------------------- |
| D        | Roberta D'Adda            | Brescia             |                                                 |
| D        | Roberta Filippozzi        | Roma CF             |                                                 |
| D        | Giorgia Motta             | Torres              |                                                 |
| D        | Viviana Schiavi           | Brescia             |                                                 |
| C        | Valentina Boni            | Brescia             |                                                 |
| C        | Melissa Cary              |                     | ritirata dal calcio a 11, passata al calcio a 5 |
| C        | Diletta Crespi            | Firenze             |                                                 |
| C        | Alice Parisi              | Tavagnacco          |                                                 |
| C        | Venusia Paliotti          | Brescia             |                                                 |
| C        | Viviane Villar            |                     |                                                 |
| C        | Laura Barbierato          | Fortitudo Mozzecane |                                                 |
| C        | Alessia Tuttino           | Chiasiellis         |                                                 |
| A        | Emma Mantovani            | Imolese             |                                                 |
| A        | Deborah Salvatori Rinaldi | Südtirol Vintl      |                                                 |

### Sessione invernale
| Acquisti | Acquisti | Acquisti | Acquisti |
| R.       | Nome     | da       | Modalità |
| -------- | -------- | -------- | -------- |
|          |          |          |          |

| Cessioni | Cessioni       | Cessioni      | Cessioni |
| R.       | Nome           | a             | Modalità |
| -------- | -------------- | ------------- | -------- |
| P        | Sherin Mohamed | Exto Schio 06 |          |

## Risultati

### Serie A

#### Girone di andata
| Arbitro: | Tommaso Sattin (Rovigo) |

|                               |           |                                   |
| Gabbiadini 48’ De Stefano 62’ | Marcatori | 65’, 79’ (rig.), 90’ Vicchiarello |

| Arbitro: | Giosuè Mauro D'Apice (Arezzo) |

|                         |           |                             |
| Crespi 5’ Ricciardi 65’ | Marcatori | 50’ Gabbiadini 78’ Gelmetti |

| Arbitro: | Nicolò Sprezzola (Mestre) |

|                         |           |                                   |
| Girelli 39’, 47’ (rig.) | Marcatori | 7’, 12’, 27’ Tarenzi 89’ Piccinno |

| Arbitro: | Patrick Sanfilippo (Catania) |

|                                                      |           |                |
| Rigatti 20’, 94’ Cavallini 51’ Salvatori Rinaldi 85’ | Marcatori | 78’ Gabbiadini |

| Arbitro: | Michela Grotto (Schio) |

|             |           |                          |
| Toselli 80’ | Marcatori | 58’ Marchese 83’ Bartoli |

| Arbitro: | Andrea Giuseppe Zanonato (Vicenza) |

|               |           |                  |
| Capovilla 13’ | Marcatori | 45’, 88’ Girelli |

| Arbitro: | Nicola Andreoli (Brescia) |

|  |           |             |
|  | Marcatori | 44’ Riboldi |

| Arbitro: | Marco Minotti (Roma) |

|                                    |           |                                           |
| Manzella 73’, 81’ (rig.) Sardu 93’ | Marcatori | 20’ Girelli 83’ Gabbiadini 94’ Stefanelli |

| Arbitro: | Claudio Gualtieri (Asti) |

|             |           |                     |
| Baccaro 29’ | Marcatori | 40’, 66’ Gabbiadini |

| Arbitro: | Luca Candeo (Este) |

|             |           |                       |
| Girelli 62’ | Marcatori | 22’ Sabatino 78’ Boni |

| Arbitro: | Francesco Forneau (Roma) |

|                              |           |                                        |
| De Luca 14’ Zorri 29’ (rig.) | Marcatori | 4’ Di Criscio 12’ Girelli 35’ Visconti |

| Arbitro: | Luca Detta (Mantova) |

|  |           |             |
|  | Marcatori | 85’ Fuselli |

| Arbitro: | Federico Tita (Latina) |

|                          |           |                            |
| Bonati 70’ Halitjaha 84’ | Marcatori | 48’ De Stefano 53’ Toselli |

#### Girone di ritorno
| Arbitro: | Enzo Esposito (Tolmezzo) |

|             |           |                                                          |
| Zanetti 60’ | Marcatori | 13’ Girelli 30’ Cassanelli 68’ De Stefano 79’ Battocchio |

| Arbitro: | Sergio Posado (Schio) |

|                    |           |  |
| Girelli 60’ (rig.) | Marcatori |  |

| Arbitro: | Fabrizio Lombardo (Sesto San Giovanni) |

|              |           |  |
| Piccinno 46’ | Marcatori |  |

| Arbitro: | Nicolò Sprezzola (Mestre) |

|                                                  |           |             |
| Girelli 8’ (rig.) Dayane 35’, 87’ Gabbiadini 83’ | Marcatori | 81’ De Luca |

| Arbitro: | Vincenzo Fiorini (Frosinone) |

|                         |           |            |
| Proietti 4’ Tuttino 31’ | Marcatori | 74’ Dayane |

| Arbitro: | Daniel Amabile (Vicenza) |

|                                         |           |               |
| Girelli 13’ Gabbiadini 46’ Visconti 89’ | Marcatori | 88’ Capovilla |

| Arbitro: | Tommaso Sattin (Rovigo) |

|                          |           |                |
| Riboldi 1’ Mauro 8’, 65’ | Marcatori | 10’ Gabbiadini |

| Arbitro: | Marco Minotti (Roma) |

|                                               |           |             |
| Girelli 8’, 79’ De Stefano 70’ Gabbiadini 82’ | Marcatori | 91’ Vitanza |

| Arbitro: | Luca Detta (Mantova) |

|                                            |           |           |
| Dayane 18’, 43’ Gabbiadini 60’ Girelli 73’ | Marcatori | 76’ Spanu |

| Arbitro: | Massimo Verga (Bergamo) |

|               |           |  |
| Boni 11’, 72’ | Marcatori |  |

| Arbitro: | Giampaolo Mantelli (Brescia) |

|                                                           |           |  |
| Dayane 14’, 36’, 52’, 55’ Gabbiadini 22’, 49’ Girelli 70’ | Marcatori |  |

| Arbitro: | Giovanni Nuvoli (Alghero) |

|          |           |  |
| Tona 19’ | Marcatori |  |

| Arbitro: | Luca Detta (Mantova) |

|                                           |           |  |
| Battocchio 32’, 66’ Girelli 58’ Ledri 87’ | Marcatori |  |

### Coppa Italia

#### Ottavi di finale
| Vandoies 2 novembre 2010, ore 19:30 (CEST)    | Südtirol Vintl | 0 – 1       | Bardolino Verona | Stadio Comunale |
| \| \| \| \| \| \| Marcatori \| 65’ Girelli \| |                |             |                  |                 |
|                                               |                |             |                  |                 |
|                                               | Marcatori      | 65’ Girelli |                  |                 |

#### Quarti di finale
| Verona 8 dicembre 2010, ore 14:30 (CET)                               | Bardolino Verona | 0 – 3 referto                       | Graphistudio Tavagnacco |  |
| \| \| \| \| \| \| Marcatori \| 9’ Tommasella 34’ Stabile 40’ Mauro \| |                  |                                     |                         |  |
|                                                                       |                  |                                     |                         |  |
|                                                                       | Marcatori        | 9’ Tommasella 34’ Stabile 40’ Mauro |                         |  |

| Arbitro: | Bolzani (Trieste) |

|                                                                |           |  |
| Mauro 1’, 17’, 36’ Riboldi 35’, 37’, 42’ Neboli 63’ Parisi 83’ | Marcatori |  |

### UEFA Champions League

#### Qualificazioni
| Arbitro: | Esther Azzopardi |

|                                                                         |           |  |
| Gabbiadini 9’, 52’, 70’ Tuttino 35’, 46’ Powe 68’ (aut.) Di Criscio 90’ | Marcatori |  |

| Arbitro: | Esther Azzopardi |

|                                        |           |  |
| Girelli 37’ Gabbiadini 49’ Cantoro 83’ | Marcatori |  |

| Arbitro: | Yuliya Medvedeva-Keldyusheva |

|  |           |                                            |
|  | Marcatori | 9’, 40’ Girelli 60’ Tuttino 84’ Di Criscio |

#### Fase a gironi
| Arbitro: | Claudine Brohet |

|                                                                                       |           |  |
| Rydahl Bukh 4’ Paaske-Sørensen 7’, 64’, 69’, 88’, 90+2’ Arnth Jensen 39’ Mogensen 67’ | Marcatori |  |

| Arbitro: | Amy Rayner |

|             |           |                                                                           |
| Girelli 17’ | Marcatori | 4’ Igbo 19’, 76’ Paaske-Sørensen 52’ Mogensen 72’ Jensen 90’ Arnth Jensen |

## Statistiche

### Statistiche di squadra
| Competizione     | Punti | In casa | In casa | In casa | In casa | In casa | In casa | In trasferta | In trasferta | In trasferta | In trasferta | In trasferta | In trasferta | Totale | Totale | Totale | Totale | Totale | Totale | DR  |
| Competizione     | Punti | G       | V       | N       | P       | Gf      | Gs      | G            | V            | N            | P            | Gf           | Gs           | G      | V      | N      | P      | Gf     | Gs     | DR  |
| ---------------- | ----- | ------- | ------- | ------- | ------- | ------- | ------- | ------------ | ------------ | ------------ | ------------ | ------------ | ------------ | ------ | ------ | ------ | ------ | ------ | ------ | --- |
| Serie A          | 36    | 13      | 7       | 0       | 6       | 33      | 17      | 13           | 4            | 3            | 6            | 21           | 25           | 26     | 11     | 3      | 12     | 54     | 42     | +12 |
| Coppa Italia     | -     | 1       | 0       | 0       | 1       | 0       | 3       | 2            | 1            | 0            | 1            | 1            | 8            | 3      | 1      | 0      | 2      | 1      | 11     | -10 |
| Champions League | -     | -       | -       | -       | -       | -       | -       | -            | -            | -            | -            | -            | -            | 5      | 3      | 0      | 2      | 15     | 15     | -3  |
| Totale           | -     | 14      | 7       | 0       | 7       | 33      | 20      | 15           | 5            | 3            | 7            | 22           | 33           | 34     | 15     | 3      | 16     | 70     | 68     | +2  |

### Statistiche delle giocatrici
| Giocatore     | Serie A  | Serie A | Serie A     | Serie A    | Coppa Italia | Coppa Italia | Coppa Italia | Coppa Italia | Champions League | Champions League | Champions League | Champions League | Totale   | Totale | Totale      | Totale     |
| Giocatore     | Presenze | Reti    | Ammonizioni | Espulsioni | Presenze     | Reti         | Ammonizioni  | Espulsioni   | Presenze         | Reti             | Ammonizioni      | Espulsioni       | Presenze | Reti   | Ammonizioni | Espulsioni |
| ------------- | -------- | ------- | ----------- | ---------- | ------------ | ------------ | ------------ | ------------ | ---------------- | ---------------- | ---------------- | ---------------- | -------- | ------ | ----------- | ---------- |
| M. Aliquò     | 5        | -12     | 0           | 0          | ?            | ?            | ?            | ?            | -                | -                | -                | -                | 5+       | -12+   | 0+          | 0+         |
| M. Battocchio | 10       | 3       | 0           | 0          | ?            | ?            | ?            | ?            | -                | -                | -                | -                | 10+      | 3+     | 0+          | 0+         |
| V. Belfanti   | 16       | 0       | 1           | 0          | ?            | ?            | ?            | ?            | 5                | 0                | 0                | 0                | 21+      | 0+     | 1+          | 0+         |
| V. Cantoro    | 20       | 0       | 2           | 1          | ?            | ?            | ?            | ?            | 4                | 1                | 0                | 1                | 24+      | 1+     | 2+          | 2+         |
| C. Cassanelli | 25       | 1       | 3           | 0          | ?            | ?            | ?            | ?            | 5                | 0                | 1                | 0                | 30+      | 1+     | 4+          | 0+         |
| D. Crespi     | 0        | 0       | 0           | 0          | ?            | ?            | ?            | ?            | 3                | 0                | 0                | 0                | 3+       | 0+     | 0+          | 0+         |
| B. De Stefano | 23       | 4       | 1           | 0          | ?            | ?            | ?            | ?            | 5                | 0                | 0                | 0                | 28+      | 4+     | 1+          | 0+         |
| F. Di Criscio | 23       | 1       | 2           | 0          | ?            | ?            | ?            | ?            | 5                | 2                | 1                | 0                | 28+      | 3+     | 3+          | 0+         |
| S. Fält       | 10       | 0       | 1           | 0          | ?            | ?            | ?            | ?            | -                | -                | -                | -                | 10+      | 0+     | 1+          | 0+         |
| C. Ferro      | 0        | 0       | 0           | 0          | ?            | ?            | ?            | ?            | 3                | 0                | 0                | 0                | 3+       | 0+     | 0+          | 0+         |
| R. Filippozzi | 0        | 0       | 0           | 0          | ?            | ?            | ?            | ?            | 3                | 0                | 0                | 0                | 3+       | 0+     | 0+          | 0+         |
| M. Gabbiadini | 19       | 13      | 0           | 0          | ?            | ?            | ?            | ?            | 5                | 4                | 1                | 0                | 24+      | 17+    | 1+          | 0+         |
| S. Gandini    | 5        | 0       | 0           | 0          | ?            | ?            | ?            | ?            | 5                | 0                | 0                | 0                | 10+      | 0+     | 0+          | 0+         |
| K. Gava       | 1        | -3      | 0           | 0          | ?            | ?            | ?            | ?            | 0                | 0                | 0                | 0                | 1+       | -3+    | 0+          | 0+         |
| M. Gelmetti   | 10       | 1       | 0           | 0          | ?            | ?            | ?            | ?            | -                | -                | -                | -                | 10+      | 1+     | 0+          | 0+         |
| C. Girelli    | 26       | 16      | 1           | 0          | ?            | 1            | ?            | ?            | 5                | 4                | 1                | 0                | 31+      | 21     | 2+          | 0+         |
| M. Ledri      | 25       | 1       | 2           | 0          | ?            | ?            | ?            | ?            | 5                | 0                | 1                | 0                | 30+      | 1+     | 3+          | 0+         |
| D. Marconi    | 1        | 0       | 0           | 0          | ?            | ?            | ?            | ?            | -                | -                | -                | -                | 1+       | 0+     | 0+          | 0+         |
| E. Marconi    | 1        | 0       | 0           | 0          | ?            | ?            | ?            | ?            | -                | -                | -                | -                | 1+       | 0+     | 0+          | 0+         |
| D. Mascanzoni | 20       | 0       | 0           | 0          | ?            | ?            | ?            | ?            | 1                | 0                | 0                | 0                | 21+      | 0+     | 0+          | 0+         |
| S. Mohamed    | 2        | -5      | 0           | 0          | ?            | ?            | ?            | ?            | 5                | 0                | 0                | 0                | 7+       | -5+    | 0+          | 0+         |
| S. Öhrström   | 18       | -22     | 0           | 0          | ?            | ?            | ?            | ?            | -                | -                | -                | -                | 18+      | -22+   | 0+          | 0+         |
| D. Rocha      | 6        | 9       | 0           | 0          | ?            | ?            | ?            | ?            | -                | -                | -                | -                | 6+       | 9+     | 0+          | 0+         |
| R. Stefanelli | 24       | 1       | 2           | 0          | ?            | ?            | ?            | ?            | 1                | 0                | 0                | 0                | 25+      | 1+     | 2+          | 0+         |
| S. Toselli    | 21       | 2       | 0           | 0          | ?            | ?            | ?            | ?            | 0                | 0                | 0                | 0                | 21+      | 2+     | 0+          | 0+         |
| A. Tuttino    | 0        | 0       | 0           | 0          | ?            | ?            | ?            | ?            | 3                | 3                | 0                | 0                | 3+       | 3+     | 0+          | 0+         |
| M. Usvardi    | 7        | 0       | 1           | 0          | ?            | ?            | ?            | ?            | 4                | 0                | 0                | 0                | 11+      | 0+     | 1+          | 0+         |
| S. Visconti   | 21       | 2       | 3           | 0          | ?            | ?            | ?            | ?            | 2                | 0                | 0                | 0                | 23+      | 2+     | 3+          | 0+         |